# 西堀健実
西堀 健実（にしぼり たけみ、1981年8月20日 - ）は、日本の元インドアバレーボール選手、現ビーチバレー選手。
同じく元インドアバレーボール選手、現在ビーチバレー選手の西堀育実は双子の妹。

## 来歴
中野市立平岡小学校4年生の時に双子の妹・育実と共にインドアバレーボールを始め、長野市立裾花中学校3年生のとき全国優勝。
高校は、宮城県の私立・古川商業高等学校（現・古川学園高等学校）からスカウトされて進学し、国分秀男監督から指導を受けた。身長は低かったがジャンプ力を生かしたスパイクを打つ健実と、セッターの育実は共に主力として活躍し、1999年、第30回春高バレー・インターハイ・国体で完全優勝し、高校三冠を達成。
卒業後は、VリーグのJTマーヴェラスに所属する。

### ビーチバレーへの転向
2003年、妹・西堀育実と共に退社し、ビーチバレーへ転向した。当初は姉妹でペア（チームニシボリ）を組んで試合に参戦していたが、のちに解消した。
2005年、浅尾美和とペアを組むと共に、浅尾と共に川合俊一が設立した芸能事務所・ケイブロスの所属タレントとなった。
2008年、全日本ビーチバレー女子選手権大会において、浅尾美和とのペアで初優勝。
2009年、ビーチバレージャパンにおいて西堀健実は浅尾美和とのペアで、田中姿子のペアを決勝で破り初優勝。しかし同年11月18日、お互いのステップアップを理由に浅尾美和とのペアを解消。
2010年、ビーチバレージャパンにおいて、新たに浦田聖子とのペアを組み2連覇を達成した。
2013年、全日本ビーチバレー女子選手権大会において溝江明香とのペアで通算2度目の優勝を達成。
2014年、ビーチバレージャパンにおいて、溝江明香とのペアで自身通算3度目の大会優勝。全日本ビーチバレー女子選手権大会において、溝江明香とのペアで2連覇。
2017年、全日本ビーチバレー女子選手権大会において、草野歩とのペアで自身通算4回目の優勝を達成。
2018年、ビーチバレージャパンにおいて、草野歩とのペアで自身通算4回目の優勝を達成。同2018年、全日本ビーチバレー女子選手権大会において、草野歩とのペアで自身通算5回目の優勝を達成。
2019年、ビーチバレージャパンにおいて、草野歩とのペアで自身通算5回目の優勝を2連覇で達成。同2019年、全日本ビーチバレー女子選手権大会において、同じく草野歩とのペアで"史上初の3連覇"を狙ったが、惜しくも決勝で敗れ準優勝となった。この時点で西堀は、全日本ビーチバレー女子選手権大会の通算優勝回数が、田中姿子と並ぶ史上最多優勝タイ記録の6回、ビーチバレージャパンの通算優勝回数が史上最多優勝単独記録の5回となった。
トヨタ自動車ビーチバレーボール部に2015年の創部から所属し、2024年12月に退団した。

## 人物
- かつてビーチバレーでペアを組んでいた5歳年下の浅尾美和からは、「タケさん」と呼ばれていた。

## 所属チーム
- 小布施町スポーツ少年団
- 長野市立裾花中学校
- 古川商業高等学校（現・古川学園高等学校）
- JTマーヴェラス（2000-2003年）
- ビーチバレー（2003年-）

## 戦歴

### バレーボール（インドア）
- 1997年（高校1年）全国高校総体(インターハイ) 準優勝
- 1998年（高校2年）全国高校総体 優勝
- 1998年（高校2年）春の高校バレー全国大会（春高バレー）準優勝
- 1999年（高校3年）全国高校総体 優勝
- 1999年（高校3年）春の高校バレー全国大会 優勝
- 1999年（高校3年）国民体育大会（国体） 優勝

### ビーチバレー（アウトドア）
ペアは転向後2009年まで浅尾美和。
- 2005年
  - 6月 ビーチバレー宮古島大会 3位
  - 7月 ワールドツアー 日本大会本戦・ポルトガル大会・フランスパリ大会に出場
  - 8月 PHITEN JAPAN TOUR松山大会3位、福岡大会3位
  - 10月 PHITEN JAPAN TOUR お台場大会 3位
- 2006年
  - 5月 PHITEN JAPAN TOUR 第2戦東京大会 3位
- 2007年
  - 4 - 10月 PHITEN JAPAN TOUR 第1戦愛知・第2戦東京・第3戦宮崎・第4戦東京・第5戦福岡大会 3位
  - 8月 ビーチバレージャパン&マーメイドカップ 3位
- 2008年
  - 4月 PHITEN JAPAN TOUR 第1戦宮崎大会 2位
  - 9月 ビーチバレージャパンレディース 優勝
- 2009年
  - 8月 ビーチバレージャパン 優勝
- 2010年
  - 5月 JBVツアー2010 第1戦ファイテンビーチバレー東京オープン 優勝

## ビーチバレー以外の活動

### 主な出演番組
- ジャンクSPORTS （不定期出演）

### CM
- サンヨー食品 「サッポロ一番 カップスター ビッグ しょうゆ」（2008年 浅尾美和と共演）
- アサヒビール 「クリアアサヒ」（2009年）
このCMには『ジャンクSPORTS』司会の浜田雅功が出演しており、そのつながりで相方の浅尾も早くから浜田と共演していた。2009年から西堀も合流し、浅尾との2ショットで出演した。